# Catoblepia rivalis
Catoblepia rivalis is een vlinder uit de familie Nymphalidae. De wetenschappelijke naam van de soort is voor het eerst geldig gepubliceerd in 1911 door Friedrich Wilhelm Niepelt.